# Блох Роман Юрійович
Рома́н Ю́рійович Блох (нар. 22 листопада 1986, Гродно, СРСР) — білоруський хокеїст, нападник. Виступає за ХК «Могильов» у Білоруській Екстралізі.  
Вихованець хокейної школи «Німан» (Гродно). Виступав за «Юність» (Мінськ), ХК «Гомель», ХК «Вітебськ».
У складі молодіжної збірної Білорусі учасник чемпіонатів світу 2005 і 2006 (дивізіон I). У складі юніорської збірної Білорусі учасник чемпіонатіву світу 2003 і 2004.